# Fachausschuss Humanitäres Völkerrecht
Der Fachausschuss Humanitäres Völkerrecht des Deutschen Roten Kreuzes (DRK) ist ein auf der DRK-Satzung beruhendes und vom DRK-Präsidium bestelltes Gremium zur Beratung des Präsidiums des DRK, das auch dem Meinungsaustausch der Mitglieder dient. In dem Fachausschuss sind neben einigen Ressorts der Bundesregierung (Auswärtiges Amt, Bundesministerium der Justiz, Bundesministerium des Innern und Bundesministerium der Verteidigung) und DRK-Vertretern u. a. auch Wissenschaftler (z. B. Stefan Oeter) vertreten. Der Fachausschuss ist – entgegen den Darstellungen des DRK als „Nationale Kommission zum Humanitären Völkerrecht“ – keine der nationalen Kommissionen zur Umsetzung des Humanitären Völkerrechts, zu deren Bildung das Internationale Komitee vom Roten Kreuz (IKRK) die Staaten aufgerufen hat, findet sich aber gleichwohl in der Liste der National Committees and other National Bodies des IKRK. Es gibt jedoch keine staatliche Entscheidung hierüber, so dass der Fachausschuss weiterhin nur ein DRK-Gremium und ein Diskussionsforum seiner Mitglieder ist.